# David Thomson (Geschäftsmann)
David Kenneth Roy Thomson, 3. Baron Thomson of Fleet (* 12. Juni 1957 in Toronto) ist ein kanadischer Geschäftsmann. Mit einem Vermögen von 49 Mrd. US-Dollar (März 2022) steht er auf der Forbes-Liste der reichsten Personen der Welt auf Platz 20 und war die zweitreichste Person in Kanada. Er ist der Sohn des verstorbenen Kenneth Thomson, 2. Baron Thomson of Fleet, und wurde 2002 dessen Nachfolger als Vorstand der Thomson Corporation. Er lebt in Toronto.
Thomson besuchte das Upper Canada College in Toronto, danach studierte er bis 1978 am Selwyn College in Cambridge.

## Geschäftsleben
Thomson hat in mehreren Firmen gearbeitet, die seiner Familie gehören oder von ihr kontrolliert werden. Er war Manager einer Filiale von The Bay, einer Modehauskette, und Präsident von Zellers, der zweitgrößten kanadischen Großhandelskette. Er gründete die Immobilienfirma Osmington Incorporated, die nicht zum Thomson-Familienbesitz gehört.
Als sein Vater Kenneth im Juni 2006 starb, übernahm David die Leitung der Thomson Corporation. Dies war schon 1975 von Davids Großvater, dem Firmengründer Roy Thomson in dessen Autobiographie festgelegt worden. Mit dem Tod seines Vaters erbte er auch den britischen Titel eines Baron Thomson of Fleet, der seinem Großvater, einem Zeitungsbaron der Fleet Street, 1964 verliehen worden war.

## Privates
Thomson war zweimal verheiratet und hat drei Kinder, zwei Töchter aus der ersten Ehe und einen Sohn, der designierter Erbe des Familienvermögens ist.
Wie zuvor schon sein Vater ist David Thomson ein Geldgeber der Art Gallery of Ontario und besitzt eine wertvolle Sammlung von Bildern John Constables. Er lebt sehr zurückgezogen und gibt der Presse kaum Interviews. Er war mit der Schauspielerin Kelly Rowan verlobt, mit der er ein gemeinsames Kind hat.